# سیارک ۲۴۹۷۴
سیارک ۲۴۹۷۴ (به انگلیسی: 24974 Macuch، نامگذاری:1998HG3) بیست و چهار هزار و نهصد و هفتاد و چهارمین سیارک کشف شده‌است که در ۲۱ آوریل ۱۹۹۸ کشف شد.
قدر مطلق سیارک برابر ۱۰.۷ است.